# Экспансия викингов

Экспансия викингов. Цветами обозначены территории расселения викингов (сверху-вниз на врезке): коричневый — VIII в., красный — IX в., оранжевый — X в., жёлтый — XI в. Зелёным обозначены земли, подвергавшиеся набегам.

Экспансия викингов — экспансия скандинавских племен в VIII—XI вв. н. э. (т. н. «Эпоха викингов»). Охватила прибрежные территории Западной Европы, а также острова Северной Атлантики (Британия, Ирландия, Исландия, Гренландия) и Северную Америку. Набеги и торговые экспедиции викингов достигали берегов Северной Африки, Константинополя, Багдада и торговых центров Центральной Азии. Викинги, известные в славянских летописях как варяги, предположительно положили начало построению Киевской Руси. В Западной Европе выходцы из Скандинавии основали Нормандию.

## Причины экспансии
В понятие «экспансия викингов» входят: поиски новых земель и переселения, грабительские нападения, пиратство и большие военные походы, торговые поездки, тесно переплетавшиеся с пиратством и грабежом. Разложение общинно-родового строя у шведов, датчан и норвежцев сопровождалось усилением знати, для которой военная добыча служила важнейшим источником обогащения; многие рядовые общинники (бонды) покидали родину вследствие относительной перенаселённости приморских районов Скандинавского полуострова и нехватки пригодных для обработки земель. Прогресс кораблестроения у скандинавов — издревле искусных мореходов — сделал возможным их плавание не только по Балтийскому морю, но и в водах Северной Атлантики и в Средиземном море. О масштабах строительства кораблей свидетельствуют подсчёты современных археологов, которыми, к примеру, установлено, что к началу XI века общая потребность в парусине для военных, торговых и рыболовных судов одних только Норвегии и Дании составляла около 1 млн м², для чего требовалось столько шерсти, сколько могли дать в год 2 млн овец. Всё вышеуказанное стало причиной экспансии и сделало таковую возможной.
Первое посещение южной Скандинавии относят примерно к 725 году. Тогда, судя по находкам костей и рогов северных оленей, не водящихся в этой местности, совершались первые торговые посещения городка Рибе (Дания).

## Северная Атлантика
Британия. 8 июня 793 г. н. э. викинги высадились на острове Линдисфарн в Нортумбрии, разрушив и опустошив монастырь св. Кутберта. Это первое нападение викингов, чётко зафиксированное в письменных источниках, хотя очевидно, что скандинавы навещали британские берега и раньше. Поскольку на первых порах викинги применяли тактику булавочных ударов (быстро грабили и ретировались в море), хронисты не придавали их набегам большого значения. Тем не менее, в Англосаксонской хронике упоминается рейд морских разбойников неизвестного происхождения на Портленд в Дорсете в 787 г. 

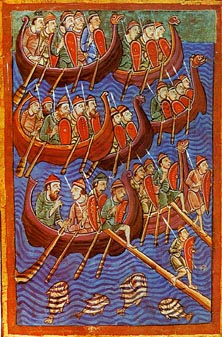
Датские воины на пути в Англию. Миниатюра из жития святого Эдмунда. XII в.

 Серьёзным успехом датских викингов стали завоевание англосаксонских королевств и оккупация западной и северной части Англии. В 865 году сыновья датского конунга Рагнара Лодброка привезли к берегам Англии большое войско, окрещённое хронистами «великой армией язычников». В 870—871 гг. сыновья Рагнара подвергли королей Восточной Англии и Нортумбрии жестокой казни, а их владения поделили между собой. Вслед за тем датчане приступили к покорению Мерсии. Король Уэссекса Альфред Великий был вынужден заключить с датчанами сначала перемирие (878), а потом и полноценный мирный договор (около 886), тем самым узаконив их владения в Британии. Английской столицей викингов стал город Йорвик. Несмотря на прилив свежих сил из Скандинавии в 892 и 899 годах, Альфред и его сын Эдуард Старший успешно противостояли датским завоевателям, к 924 году очистив от них территорию Восточной Англии и Мерсии. Скандинавское господство в отдалённой Нортумбрии продолжалось до 954 года (война Эдреда с Эйриком Кровавой Секирой). Новая волна набегов викингов на британские берега началась в 980 году. Её кульминацией стало завоевание Англии в 1013 г. датскими викингами Свена Вилобородого. В 1016-35 гг. во главе объединённой англо-датской монархии стоял Кнуд Великий. После его смерти Уэссекская династия в лице Эдуарда Исповедника вернула себе английский престол (1042). В 1066 году англичане отбили очередное вторжение скандинавов, на этот раз во главе с норвежским конунгом Харальдом Суровым (см. битва при Стамфорд-Бридже). Последним из датских монархов притязал на английские земли племянник Кнуда, Свен Эстридсен. В 1069 году он послал огромный флот (до 300 кораблей) на помощь Эдгару Этелингу в борьбе с Вильгельмом I Завоевателем, а на следующий год самолично прибыл в Англию. Однако захватив Йорк и встретив армию Вильгельма, предпочёл получить большой выкуп и вернулся с флотом обратно в Данию.

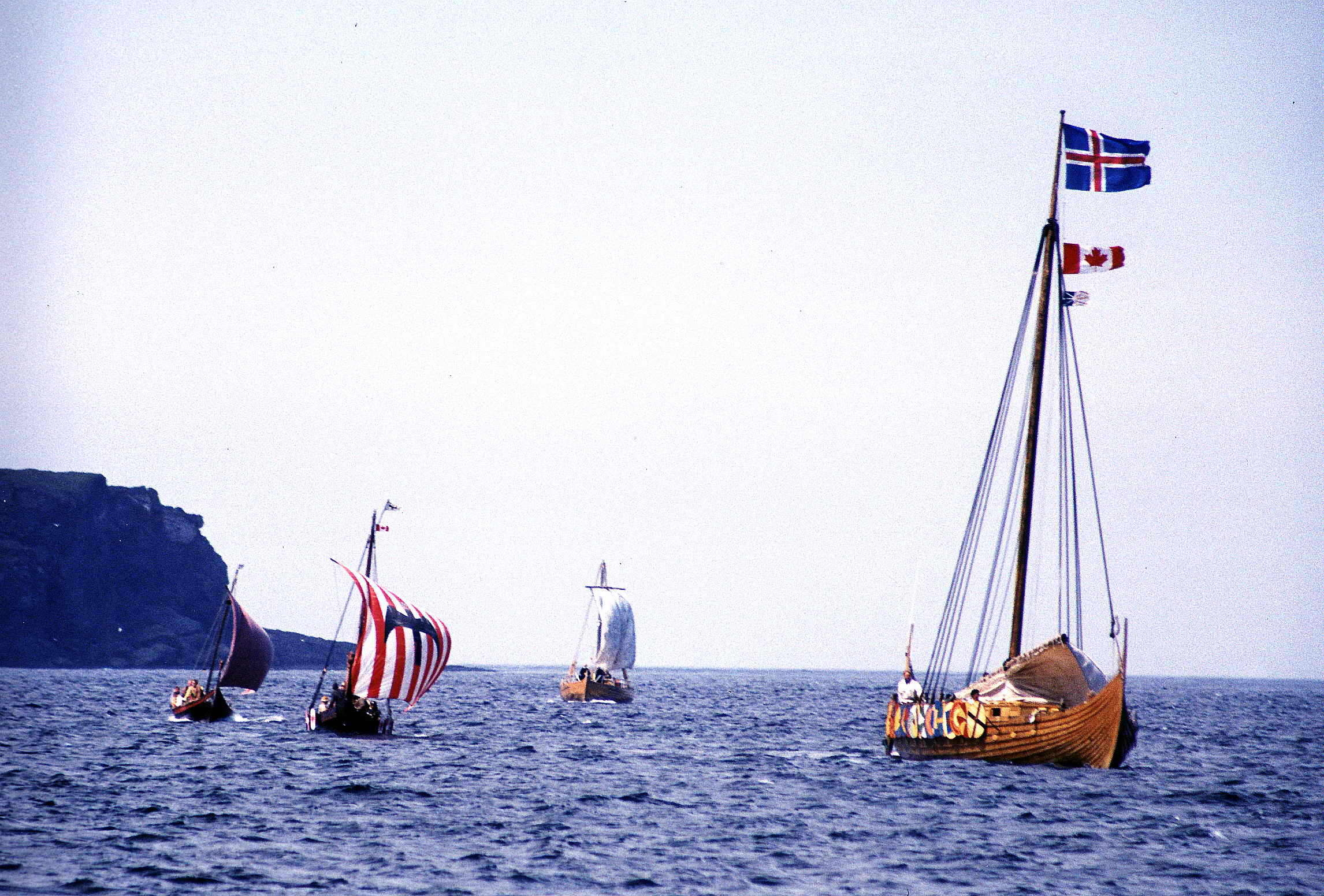
Макеты варяжских драккаров у берегов Ньюфаундленда

Первый набег на Ирландию упоминается в 795 году. С приходом викингов связано основание Дублина (841 год), которым скандинавы владели на протяжении двух столетий. Свои скандинавские конунги имелись в Лимерике и Уотерфорде, между тем как дублинские конунги распространили в начале X века свою власть даже на Нортумбрию. Битва при Клонтарфе (1014) положила конец надеждам скандинавов на завоевание всей Ирландии. Тем не менее, англичане, вторгшиеся в XII веке в Ирландию, обнаружили, что в прибрежных районах острова по-прежнему хозяйничали крещёные скандинавы.
Двигаясь на запад, викинги заселили Гебридские (620), Фарерские острова (800), Оркнейские и Шетландские острова (802), а также остров Мэн. На острове Мейнленд (около побережья Шотландии) обнаружен археологический комплекс Ярлсхоф
Скандинавская колонизация Исландии началась при Харальде Прекрасноволосом (около 900 года), который своим натиском на мелких норвежских конунгов заставил их искать удачи «в западных морях». Во главе исландских первопоселенцев стоял Ингольф Арнарсон. До 930 г. в Исландию переселилось от 20000 до 30000 норвежцев.
Исландец Эрик Рыжий в 980-е годы закрепился в Гренландии, а его сын Лейф Эрикссон около 1000 года основал первое поселение на территории Канады (Л'Анс-о-Медоус). В скандинавских сагах эта территория была известна как Винланд, Маркланд и Хеллуланд. Начались Американские походы викингов. Существует теория, что в своём движении на запад скандинавы добрались до Миннесоты (Кенсингтонский рунический камень).

## Западная Европа
В 844 году флотилия викингов разграбила принадлежавшие арабам города Лиссабон, Кадис и Севилью на атлантическом побережье Иберийского полуострова, однако арабские войска эмира Абдарахмана II нанесли захватчикам большой урон, потопив 30 кораблей.
В 845 году викинги разграбили и сожгли Гамбург.
Король Карл Простоватый наконец решился в 911 году отдать скандинавскому вождю Роллону север Франции, который получил название Нормандии. Эта тактика оказалась эффективной. Набеги прекратились, а дружина северян вскоре растворилась в местном населении. От Роллона по прямой линии происходил Вильгельм Завоеватель, возглавивший нормандское завоевание Англии в 1066 году.
Одновременно с тем нормандский род Отвилей покорил юг Италии, положив начало Сицилийскому королевству.

## Восточная Европа

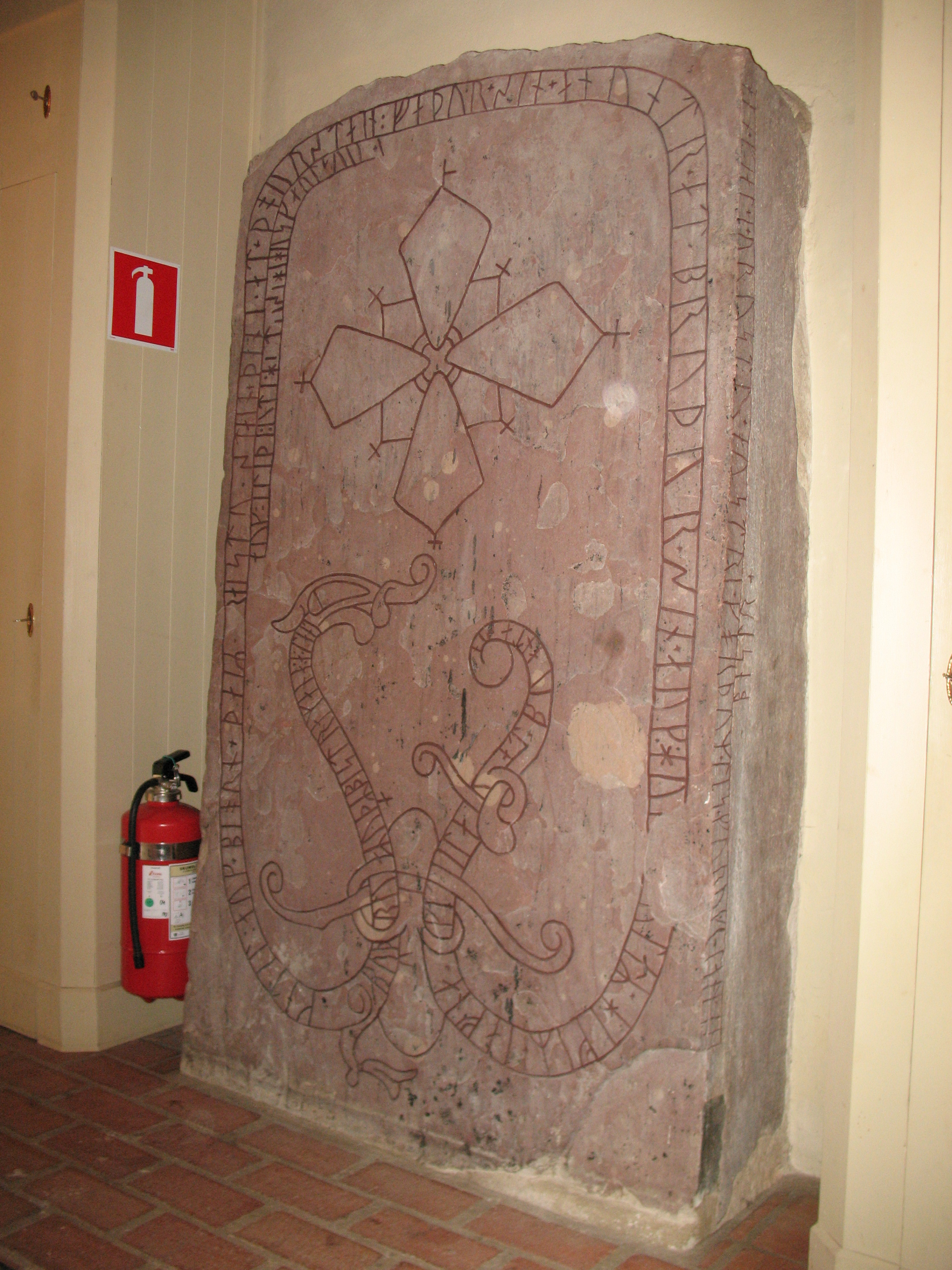
Рунный камень в память о викинге, павшем «на востоке в Гардах»

Концом VII века датируются остатки лодки викингов на эстонском острове Саарема в Балтийском море.
Проникновение викингов в Приладожье началось в 753 году, как о том свидетельствуют древнейшие слои Старой Ладоги (аналогичные слоям в датском Рибе). Примерно в одно время с ними эти земли заселяли и осваивали славяне. В отличие от набегов на берега Западной Европы, поселения викингов в Восточной Европе носили более стабильный характер. Сами скандинавы отмечали обилие укреплённых поселений на востоке Европы, окрестив эту местность «страной городов» — Гардами. Основным объектом интереса викингов были речные пути, по которым через систему волоков можно было добраться до Арабского халифата. Известны их поселения на Волхове (Старая Ладога, Рюриково городище), Волге (Сарское городище, Тимерёвский археологический комплекс) и Днепре (Гнёздовский археологический комплекс). Места концентрации скандинавских могильников, как правило, отстоят на несколько километров от городских центров, где селилось местное население, преимущественно славянское, а во многих случаях — и от самих речных артерий. В IX веке викинги обеспечивали торговлю с хазарами по Волге при помощи протогосударственной структуры, именуемой некоторыми историками Русским каганатом. Судя по находкам кладов монет, в X веке основной торговой артерией стал Днепр, основным торговым партнёром вместо Хазарии — Византия. Симбиоз викингов (русов) со славянским населением повлиял на формирование Киевской Руси во главе с Рюриковичами — потомками предводителя скандинавов (конунга) Рюрика. В Старой Ладоге при Ярославе Мудром ярлом сидел Регнвальд Ульвсон.
В землях пруссов викинги держали в своих руках торговые центры Кауп и Трусо, откуда начинался «янтарный путь» в Средиземноморье. В Курляндии они оставили Гробиня.
В Финляндии следы их длительного присутствия обнаружены на берегах озера Ванаявеси (фин. Vanajavesi) недалеко от города Хямеэнлинна. Проникновение викингов в финские земли началось во второй половине VIII века, как о том свидетельствуют древнейшие слои Старой Ладоги (аналогичные слоям в датском Рибе). Викинги совершали путешествия к устью Северной Двины за пушниной и разведали Заволоцкий путь (Биармия).

## Прекращение морских походов
Викинги свернули свои завоевательные походы в первой половине XI века. Связано это с сокращением населения скандинавских земель, распространением на севере Европы христианства, которое не одобряло грабежи (по определению не облагавшиеся десятиной). Параллельно на смену родовому строю приходили феодальные отношения, и традиционный полукочевой образ жизни викингов уступал место оседлому. Другим фактором служила переориентация торговых путей: Волжский и Днепровский речные пути неуклонно уступали значение средиземноморской торговле, которую оживили Венецианская и другие торговые республики.
Отдельные искатели приключений из Скандинавии в XI веке ещё нанимались на службу византийских императоров (см. варяжская стража) и древнерусских князей (см. сага об Эймунде). К последним викингам на норвежском престоле историки относят Олафа Харальдсона и Харальда Сурового, который сложил голову при попытке завоевать Англию. Одним из последних дальний заморский поход в духе предков предпринял Ингвар Путешественник, погибший во время экспедиции на берегах Каспия. Приняв христианство, вчерашние викинги организовали в 1107—1110 гг. собственный крестовый поход в Святую землю.